# Алоїс Ороз
Алоїс Домінік Ороз (хорв. Alois Dominik Oroz, нар. 29 жовтня 2000, Відень, Австрія) — хорватський футболіст, центральний захисник клубу «Крила Рад» (Самара).

## Ігрова кар'єра

### Клубна
Алоїс Ороз народився в Австрії у родині хорватських переселенців. Грати в футбол він почав у футбольній школі столичної «Аустрії». Згодом футболіст пограв за молодіжні команди таких клубів, як «Ферст Вієнна» та «Ліферінг». 
На дорослому рівні Алоїс дебютував у складі «Ферст Вієнна» у третій лізі чемпіонату Австрії. У лютому 2018 року Ороз дебютував у «Ліферінгу» у Першій Бундеслізі. У команді захисник провів три сезони і в зимове трансферне вікно 2021 року він перейшов до клубу нідерландської Ередивізі «Вітесс».

### Збірна
З 2018 року Алоїс Ороз є гравцем юнацьких збірних Хорватії.